# Ulei de cocos

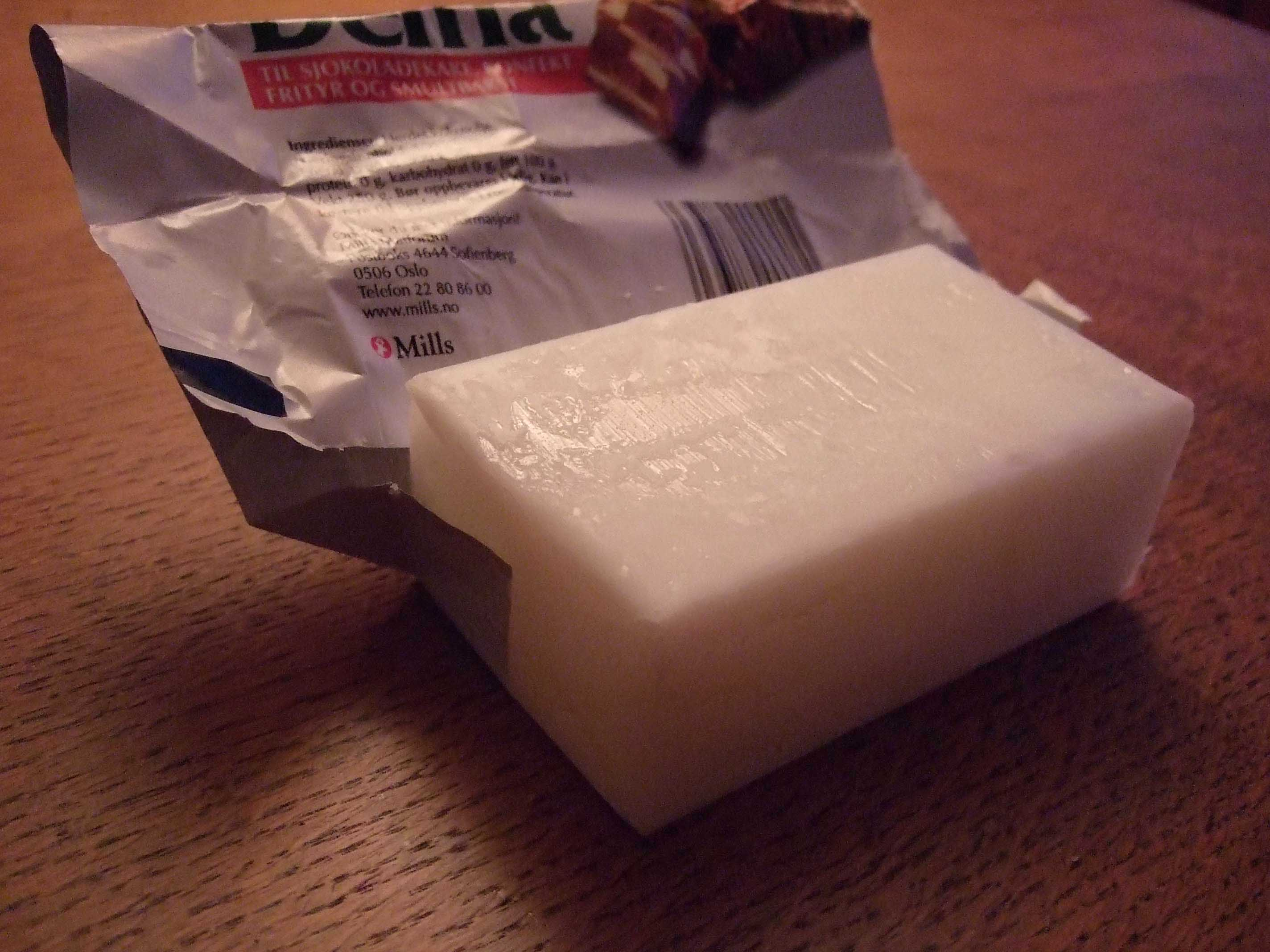
Ulei de cocos solid

Uleiul de cocos este un ulei vegetal ce se extrage din miezul de nucă de cocos uscat (cunoscut sub denumirea de copră) . Poate fi folosit ca ulei de bucătărie. Este folosit adesea în industria cosmetică (pentru fabricarea unor săpunuri și creme), dar și în bucătăria unor țări asiatice. Uleiul de cocos are un procent de aproximativ 90% grăsimi saturate, ceea ce-l face nociv pentru consumația cotidiană.  Din aceasta cauză, nutriționiștii autorizați recomandă înlocuirea cu uleiul de floarea soarelui. 